# Калео, Массимо
Массимо Калео (итал. Massimo Caleo, род. 10 января 1961 года, Сарцана, Специя, Лигурия, Италия) — итальянский политический деятель. Сенатор Итальянской Республики XVI созыва.

## Биография
Окончил факультет сельскохозяйственных наук в Пизанском университете по специальности "экономика сельского хозяйства". Преподавал в различных учебных заведениях.
Политическую карьеру начал в возрасте 24 лет, когда был впервые избран (1985 год) советником, а затем сразу же асессором города Сарцана. С 1995 по 1999 год он был Председателем муниципального совета Сарцана.
С 1996 года по 2002 год — директор регионального природного парка Монте Марчелло Магра. Одновременно, в 1997—2004 годах, президент Федерации региональных парков и член национального руководства FEDERPARCHI.
В 2000 году он вновь был избран советником в городской совет Сарцаны.
С 2002 по 2004 год — асессор по вопросам территориального и городского планирования, мобильности, сельского хозяйства и парков провинции Ла Специя. С 2003 года — член совета директоров SALT (Общество автострад Лигурии и Тосканы).
С 2003 года по 2005 год — провинциальный секретарь партии Левых демократов, а с 2009 года — член Национальной ассамблеи Демократической партии.
С 2005 по 2013 год — мэр города Сарцана.
В 2006 году он был вновь назначен в состав Совета директоров SALT, а с мая 2008 года стал его вице-президентом.
25 февраля 2013 года на всеобщих выборах он был избран в Сенат Италии от Демократической партии. С 7 мая 2013 года по 20 января 2016 года член 13 Постоянного комитета (окружающая среда, экология), а с 21 января 2016 года заместитель председателя этого комитета.
С 2 июля 2014 года по 20 января 2017 года — член Парламентской комиссии по расследованию незаконной деятельности, связанной с циклом отходов и экологическими преступлениями, связанными с ними.
В 2015 году участвовал в Президентских выборах, выбыл после первого тура, получив 8 голосов.

## Награды
- Кавалер ордена «За заслуги перед Итальянской Республикой» (27 декабря 2006 года)[2].